# Đèo Tằng Quái
Đèo Tằng Quái là đèo trên quốc lộ 279 ở huyện Mường Ảng tỉnh Điện Biên, Việt Nam .

## Vị trí
Đèo Tằng Quái trên quốc lộ 279 ở vùng giáp ranh xã Ẳng Nưa và Ngối Cáy huyện Mường Ảng tỉnh Điện Biên. Đèo dài cỡ 11 km, đỉnh đèo cách trung tâm thị trấn Mường Ảng cỡ 7 km về hướng tây 21°31′14″B 103°13′50″Đ / 21,520436°B 103,230472°Đ .
Đèo là nơi ngắm cảnh mây bay tuyệt đẹp, được giới du lịch mạo hiểm ưa chuộng khám phá. Trên quốc lộ 279 có các điểm dừng chân cho xe cộ . Tuy nhiên đường đèo hiểm trở, là nơi dễ xảy ra tai nạn.